# Grzegorz Piechna
Grzegorz Michał Piechna (ur. 18 września 1976 w Opocznie) – polski piłkarz grający na pozycji napastnika.

## Kariera klubowa
Treningi piłkarskie rozpoczął w MLKS Opoczno, następnie grał w Modrzewiance Modrzew i Pilicy Tomaszów Mazowiecki. Później był zawodnikiem Woy Bukowiec Opoczyński, w którego barwach został królem strzelców ligi okręgowej – jak sam później przyznał strzelił w sezonie 54 gole. Ponadto grając w Woy, równocześnie pracował w miejscowej masarni jako zaopatrzeniowiec. Jeden z kolegów nadał mu wówczas pseudonim Kiełbasa. W latach 1998–1999 występował w drugoligowej Ceramice Opoczno, w której pełnił funkcję rezerwowego.
W 2000 roku grał w Pelikanie Łowicz, następnie przeszedł do Ceramiki Paradyż. Będąc jej zawodnikiem dwukrotnie został królem strzelców IV ligi. W sezonie 2002/2003 strzelił w tych rozgrywkach 35 goli – zdobył m.in. cztery bramki w wygranym 8:0 meczu z Ekologiem Wojsławice i trzy w spotkaniu z Wartą Działoszyn, zakończonym zwycięstwem 6:0. W latach 2003–2004 był piłkarzem HEKO Czermno, w którego barwach został królem strzelców III ligi. Strzelił w całym sezonie 23 gole, zaś najwięcej bramek w jednym meczu – trzy – zdobył w kończącym rozgrywki spotkaniu z Wisłą II Kraków.
W 2004 roku został zawodnikiem Korony Kielce, w której zadebiutował 31 lipca w wygranym 1:0 meczu z Jagiellonią Białystok. Pierwsze dwa gole zdobył 3 sierpnia w spotkaniu pucharu Polski z Widzewem Łódź, zapewniając swojemu zespołowi zwycięstwo 3:0. W sezonie 2004/2005 z dorobkiem 17 goli na swoim koncie został królem strzelców II ligi i w znacznym stopniu przyczynił się do awansu kieleckiego klubu do I ligi.
W najwyższej polskiej klasie rozgrywkowej po raz pierwszy wystąpił 26 lipca 2005 roku w zremisowanym 0:0 meczu z Cracovią. Swoje trzy debiutanckie gole strzelił 20 sierpnia w spotkaniu z Polonią Warszawa (3:2), zapewniając Koronie pierwsze zwycięstwo w I lidze. W rundzie jesiennej sezonu 2005/2006 zdobył 16 bramek i przewodził w klasyfikacji najlepszych strzelców ligi. W listopadzie 2005 odebrał nagrodę Fair Play, przyznawaną co roku przez Międzynarodowy Komitet Fair Play, natomiast w grudniu został wybrany „ligowcem roku” i „odkryciem roku” w plebiscycie tygodnika „Piłka Nożna”. W marcu 2006 roku został uhonorowany piłkarskim Oscarem w kategoriach „najlepszy napastnik Orange Ekstraklasy” i „odkrycie roku Orange Ekstraklasy”. Wiosną nie dysponował już tak wysoką skutecznością jak w rundzie jesiennej – strzelił pięć goli. Ostatnią bramkę w polskiej lidze zdobył 18 kwietnia w zremisowanym 1:1 pojedynku z Lechem Poznań. Sezon zakończył z dorobkiem 21 goli na swoim koncie i tytułem króla strzelców I ligi.
W czerwcu 2006 roku podpisał trzyletni kontrakt z Torpedo Moskwa. W rosyjskim zespole rozegrał łącznie 21 spotkań i strzelił trzy gole – zdobył dwie bramki w ligowych meczach z Rubinem Kazań i Dinamo Moskwa oraz jedną w pojedynku pucharu kraju z Fakiełem Woroneż. W sezonie 2007 nie wystąpił w żadnym spotkaniu, jedynie dwa razy znalazł się w kadrze meczowej, dlatego w sierpniu rozwiązał swój kontrakt za porozumieniem stron.
W rundzie jesiennej sezonu 2007/2008 był piłkarzem Widzewa Łódź, w barwach którego 11 listopada w przegranym 0:2 meczu z Koroną Kielce po raz ostatni zagrał w I lidze. Następnie występował w Polonii Warszawa i jej czwartoligowych rezerwach. Wiosną 2009 roku był piłkarzem Kolejarza Stróże, w którym strzelił trzy gole, lecz opuścił zespół w trakcie sezonu, z powodu niesatysfakcjonującego władze klubu zaangażowania w sprawy drużyny.
W rundzie jesiennej sezonu 2009/2010 reprezentował barwy czwartoligowej Ceramiki Opoczno. W styczniu 2010 roku podpisał kontrakt z greckim AÉ Dóxa Kranoúlas, występującym w trzeciej lidze. Strzelił dla niego sześć goli, zaś latem powrócił do Polski, gdyż Komisja Ligi zabroniła zatrudniania piłkarzy spoza Grecji, którzy ukończyli 25 lat. W sezonie 2010/2011 ponownie grał w Ceramice, natomiast w latach 2011–2012 był zawodnikiem Woy Bukowiec Opoczyński. W 2012 roku związał się umową z Lechią Tomaszów Mazowiecki, w której grał do 2013 roku. W 2015 roku występował w Ceramice Opoczno.
Obecnie pracuje w składzie opału w Opocznie.

## Kariera reprezentacyjna
Pod koniec października 2005 roku został powołany przez selekcjonera Pawła Janasa do reprezentacji Polski na towarzyski mecz z Estonią. W spotkaniu, które odbyło się 16 listopada w Ostrowcu Świętokrzyskim, zmienił na początku drugiej połowy Pawła Brożka, a w 87. minucie, po ograniu w polu karnym obrońcy rywali, zdobył gola strzałem w górny róg bramki, przyczyniając się do zwycięstwa 3:1.
Pod koniec listopada 2005 roku otrzymał od trenera Edwarda Klejndinsta powołanie na mecz reprezentacji Polski B ze Szkocją w ramach turnieju Future Cup. W spotkaniu, które zostało rozegrane 6 grudnia w Kilmarnock i zakończyło się zwycięstwem rywali 2:0, wystąpił od 46. minuty, kiedy to zmienił Pawła Brożka.

### Mecze w reprezentacji Polski
| Mecze i gole w reprezentacji | Mecze i gole w reprezentacji | Mecze i gole w reprezentacji | Mecze i gole w reprezentacji | Mecze i gole w reprezentacji | Mecze i gole w reprezentacji | Mecze i gole w reprezentacji | Mecze i gole w reprezentacji |
| Lp.                          | Data                         | Miejsce                      | Przeciwnik                   | Rezultat                     | Rozgrywki                    | Grał                         | Uwagi                        |
| ---------------------------- | ---------------------------- | ---------------------------- | ---------------------------- | ---------------------------- | ---------------------------- | ---------------------------- | ---------------------------- |
| 1.                           | 16 listopada 2005            | Ostrowiec Świętokrzyski      | Estonia                      | 3-1                          | towarzyski                   | 45'                          | Gol                          |